# Aptenodytes forsteri
Il pinguino imperatore (Aptenodytes forsteri G. R. Gray, 1844), uccello endemico dell'Antartide, è il più alto, il più grande e il più pesante tra tutti i pinguini. Maschi e femmine hanno un piumaggio simile e le stesse dimensioni: un'altezza che può raggiungere i 125 cm e un peso compreso tra i 20 e i 40 kg. Dorso e testa sono neri e il ventre è bianco, mentre la parte alta del petto è color giallo chiaro; particolarmente evidenti sono due macchie giallo brillante a livello delle orecchie. Come gli altri pinguini, anch'esso è incapace di volare. Le sue ali rigide e appiattite e il corpo affusolato sono particolarmente adatti all'ambiente marino.
La sua dieta è costituita essenzialmente da pesci, ma può comprendere anche crostacei come il krill o cefalopodi come il calamaro. Mentre dà loro la caccia, può restare sott'acqua anche 20 minuti, immergendosi fino a una profondità di 600 m. La specie è ben adattata alle immersioni, in quanto possiede un'emoglobina dalla struttura particolare in grado di operare con bassissimi livelli di ossigeno. Il pinguino imperatore possiede inoltre delle ossa solide che gli permettono di resistere ai barotraumi, nonché la capacità di ridurre il metabolismo e di mettere in quiescenza alcune funzioni non vitali.
Il pinguino imperatore è noto per il ciclo vitale ben regolato, con gli adulti che ripetono ogni anno lo stesso rituale per riprodursi e allevare i propri piccoli. È la sola specie di pinguino che si riproduce nel corso dell'inverno antartico. Maschi e femmine effettuano un lungo viaggio sul ghiaccio di 50–100 km per formare delle colonie che possono comprendere migliaia di individui. Le femmine depongono un unico uovo, poi lasciano al maschio il compito della cova e tornano verso il mare in cerca di nutrimento. Successivamente, le femmine torneranno alla colonia e allora saranno i maschi a dirigersi verso il mare, mentre le femmine rimangono insieme al pulcino. I genitori continueranno a fare la spola per l'approvvigionamento fino al termine delle cure parentali. L'aspettativa di vita del pinguino imperatore è generalmente di 20 anni in natura, ma alcune osservazioni lasciano pensare che certi individui possano raggiungere i 50 anni di età.

## Descrizione

### Aspetto degli adulti

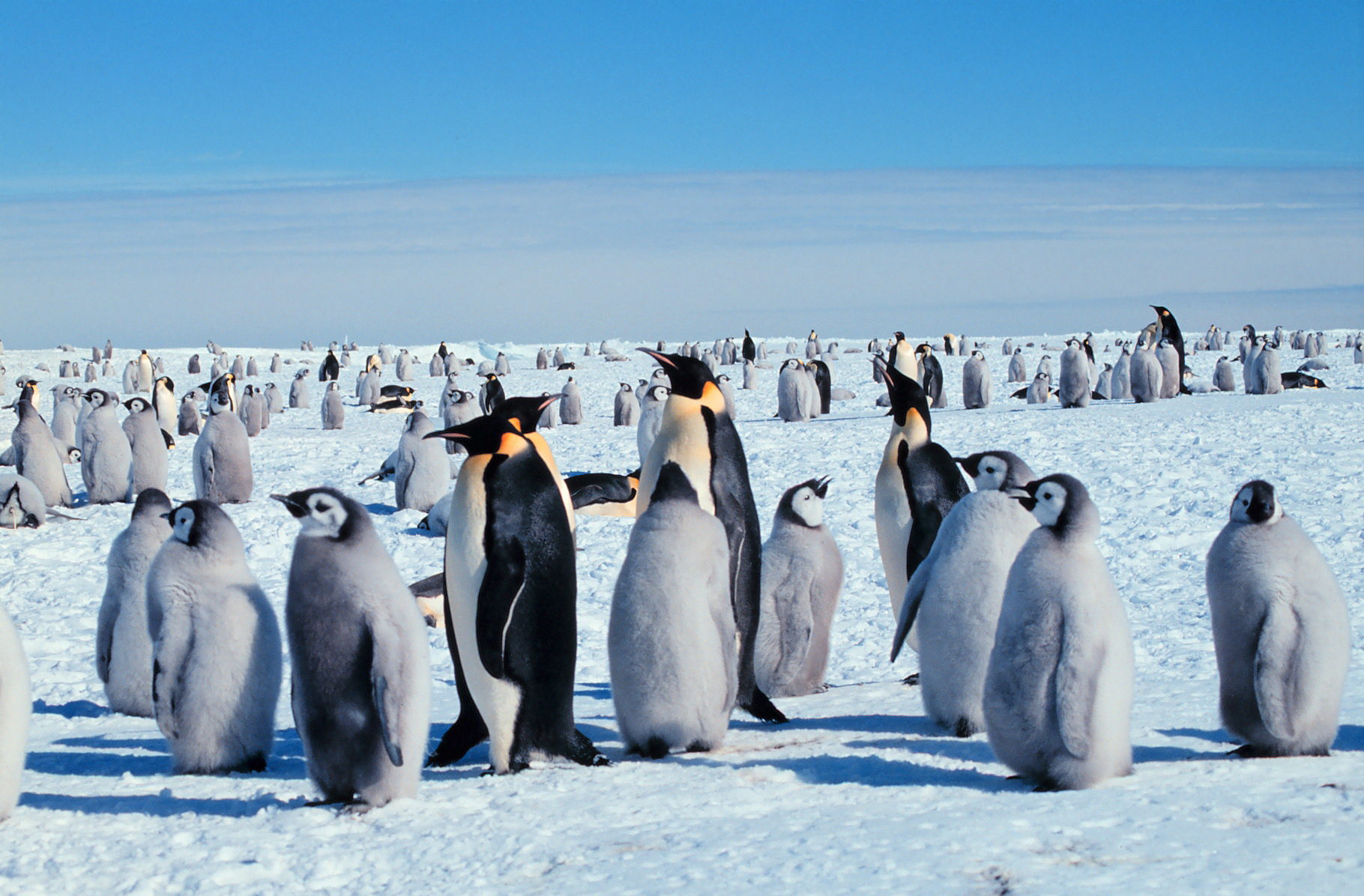
Adulti di pinguino imperatore con i piccoli.

Come tutti i pinguini, il pinguino imperatore ha un corpo slanciato per limitare le forze di attrito durante il nuoto e delle ali simili a pinne piatte e rigide. Maschi e femmine hanno dimensioni e colorazione simili. Durante il periodo nuziale, l'adulto presenta delle piume di un nero intenso sul dorso, che ricoprono anche: la testa, il mento, la gola e il sopra delle ali. Questo piumaggio nero è ben delimitato dal piumaggio più chiaro che copre il resto del corpo. L'interno delle ali e il ventre sono di colore bianco, che sfuma nel giallo chiaro nella parte alta del petto, mentre a livello delle orecchie si trova una macchia color giallo brillante. Il becco, lungo circa 8–10 cm, è incurvato e parzialmente ricoperto di piume. La sua parte superiore è nera, mentre quella inferiore può essere rosa, arancio o lilla. La lingua è munita di setole disposte in modo che la preda catturata non possa fuggire. Le zampe palmate sono nere.

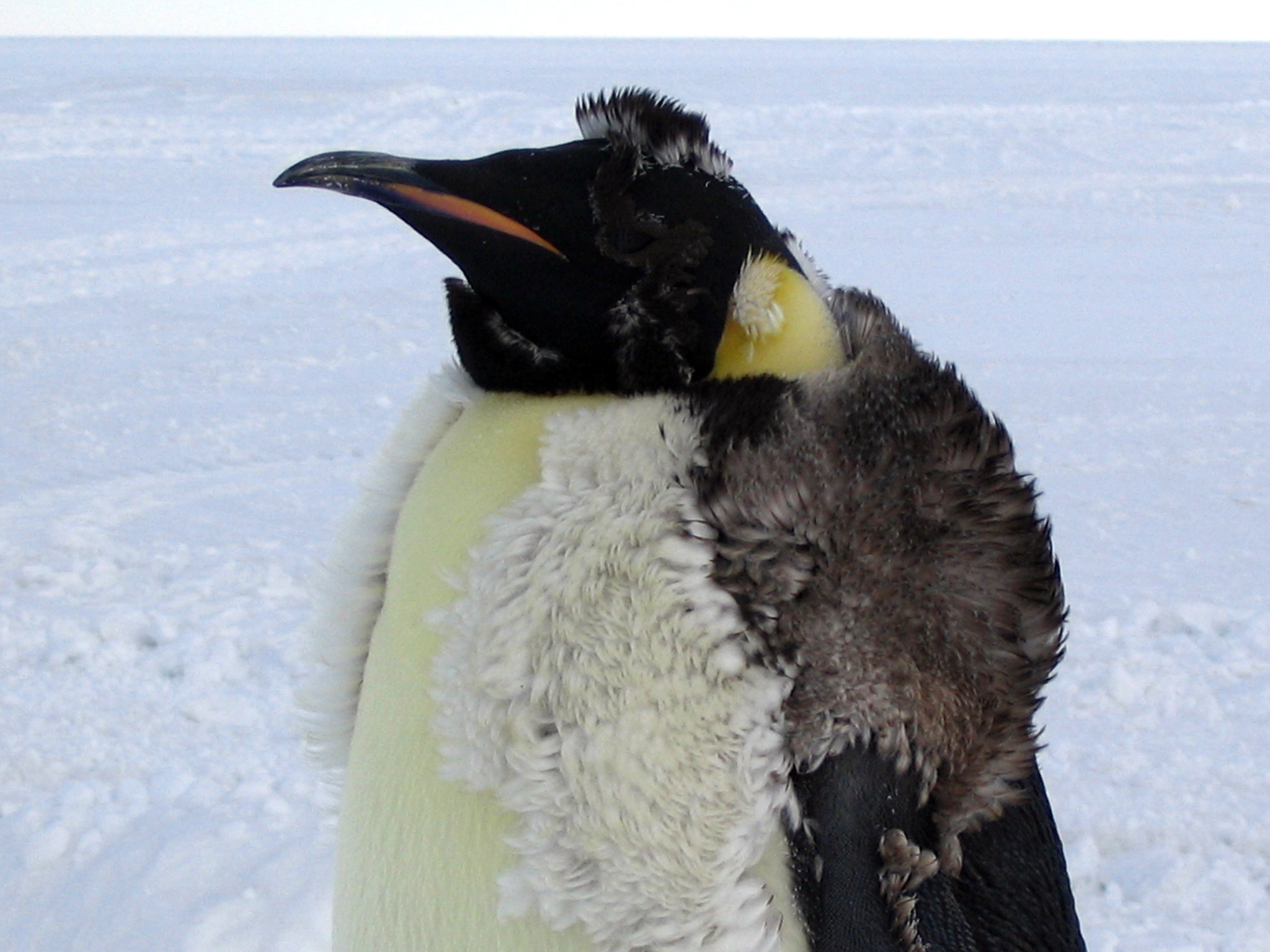
Nel mese di gennaio, il pinguino imperatore in fase di muta perde il suo piumaggio grigio-bruno d'eclissi per indossare il piumaggio nuziale.

Il piumaggio scuro del pinguino imperatore sbiadisce fino a divenire grigio-bruno tra novembre e febbraio, prima della muta annuale di gennaio e febbraio. Diversamente che in altri uccelli, la muta in questa specie dura molto poco, circa 30-35 giorni. Le piume del pinguino imperatore emergono dalla pelle dopo aver raggiunto un terzo della loro lunghezza finale, prima della caduta di quelle vecchie, così da ridurre la perdita di calore. Le nuove penne espellono poi quelle vecchie prima di terminare la loro crescita. Questo rinnovamento del piumaggio ne migliora la tenuta e la protezione contro il freddo. Durante questo periodo, il pinguino imperatore non può immergersi ed è quindi costretto a digiunare.

### Dimensioni
Un pinguino imperatore adulto può misurare fino a 125 cm. Il suo peso può variare tra i 20 e i 40 kg, soprattutto in funzione del sesso, in quanto i maschi, in media, sono più pesanti delle femmine. Il peso varia anche in base alla stagione, poiché questi animali, sia i maschi che le femmine, perdono gran parte del loro peso durante il periodo di allevamento dei pulcini e della cova delle uova. In effetti, maschi e femmine pesano in media rispettivamente 40 e 30 kg prima della stagione riproduttiva, ma quando questa è terminata, il peso medio scende a 25 kg in entrambi i sessi.

### Aspetto dei giovani

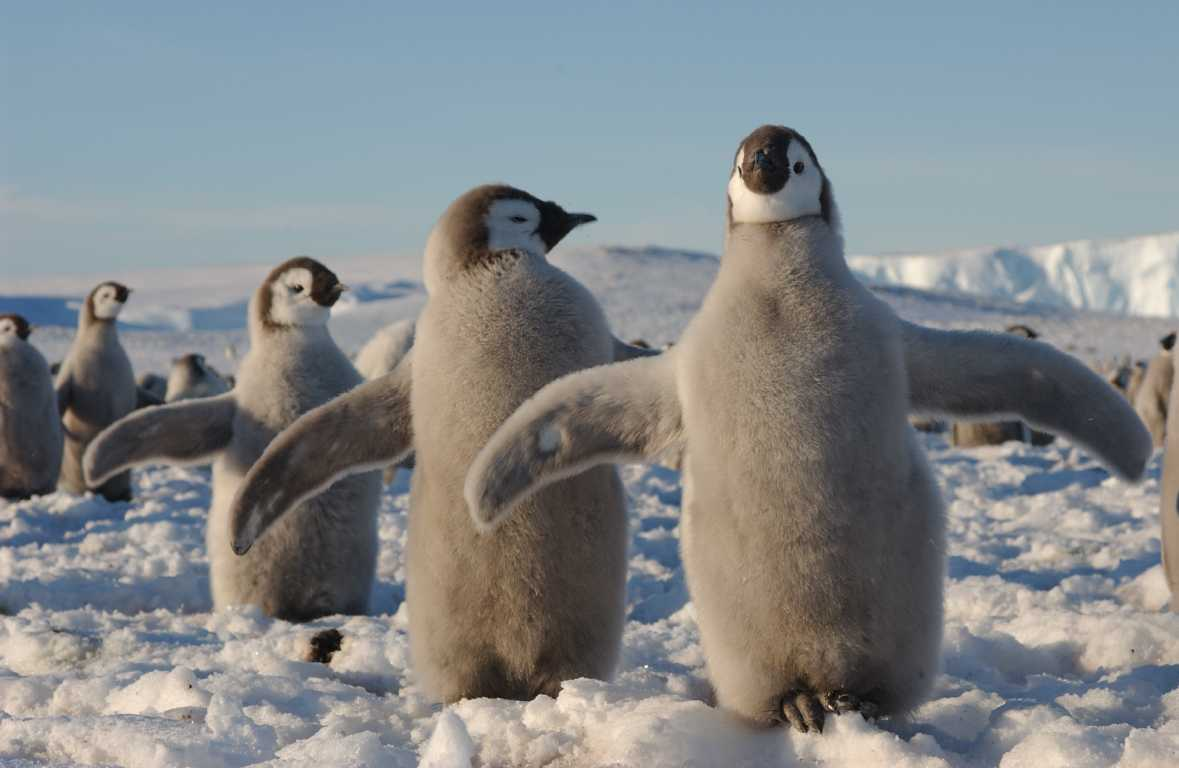
Piccoli di pinguino imperatore.

Nei giovani, le macchie su ogni lato della testa, del mento e della gola sono bianchi, mentre la testa e il becco sono neri. Il pulcino del pinguino imperatore è a sua volta ricoperto da un piumino grigio-argenteo con la testa nera a strisce bianche. Nel 2001, venne scoperto un pulcino interamente bianco, ma non si trattava di un individuo albino, in quanto i suoi occhi non erano rosa. Alla schiusa i pulcini pesano circa 315 g e lasciano il nido quando raggiungono un peso pari al 50% di quello degli adulti.

## Fisiologia

### Adattamenti al freddo
Il pinguino Imperatore vive e si riproduce in un ambiente più freddo di qualsiasi altra specie di uccello. La temperatura dell'aria può scendere fino a -40 °C, con venti che soffiano fino a 150 km/h. L'acqua di mare, di -2 °C, presenta una temperatura di gran lunga inferiore rispetto a quella corporea dei pinguini di 40 °C. Essi devono quindi adattarsi per limitare le perdite di calore. Tra l'80 e il 90% dell'isolamento dei pinguini è garantito dal loro piumaggio. Le piume sono rigide, corte e lanceolate e ricoprono tutto il corpo: con 15 piume per cm², i pinguini imperatore hanno il piumaggio più fitto di qualsiasi altro uccello. Uno strato isolante supplementare è formato da dei filamenti soffici presenti tra la pelle e le piume. Dei muscoli permettono al pinguino di mantenere erette le piume quando si trova a terra, in modo da ridurre le perdite di calore intrappolando uno strato d'aria tra la pelle e le piume. Al contrario, quando è in acqua, le piume vengono premute contro la pelle, in modo da assumere una sagoma più idrodinamica per nuotare meglio. La toeletta è importante per i pinguini al fine di conservare un buon isolamento e un piumaggio ben impermeabile. L'isolamento è anche garantito da uno spessore di grasso protettivo che all'inizio della stagione riproduttiva può raggiungere i 3 cm. Questo strato di grasso limita il pinguino imperatore nei suoi movimenti, soprattutto in confronto al suo cugino meno ben fornito di grasso, ma più agile, il pinguino di Magellano.
Il pinguino imperatore è in grado di mantenere il corpo ad una temperatura costante senza modificare il suo metabolismo quando le temperature sono comprese tra i -10 e i +20 °C. Al di sotto dei -10 °C, il suo metabolismo aumenta in modo significativo. Un pinguino può comunque mantenere una temperatura corporea tra i 37,6 e i 38 °C anche quando la temperatura esterna scende fino a -50 °C. I movimenti che effettua per nuotare, camminare e tremare gli consentono di riscaldarsi ed esso può inoltre incrementare la catalisi dei lipidi delle sue riserve di grasso grazie agli enzimi, fenomeno indotto da un ormone, il glucagone. Quando la temperatura supera i 20 °C, il pinguino imperatore può iniziare ad agitarsi, in modo che il suo metabolismo aumenti per smaltire il calore. Sollevare le ali gli permette di aumentare la superficie corporea esposta all'aria del 16%, in modo da facilitare ancora di più la perdita del calore in eccesso.

### Adattamento alla pressione e ai bassi livelli di ossigeno durante le immersioni

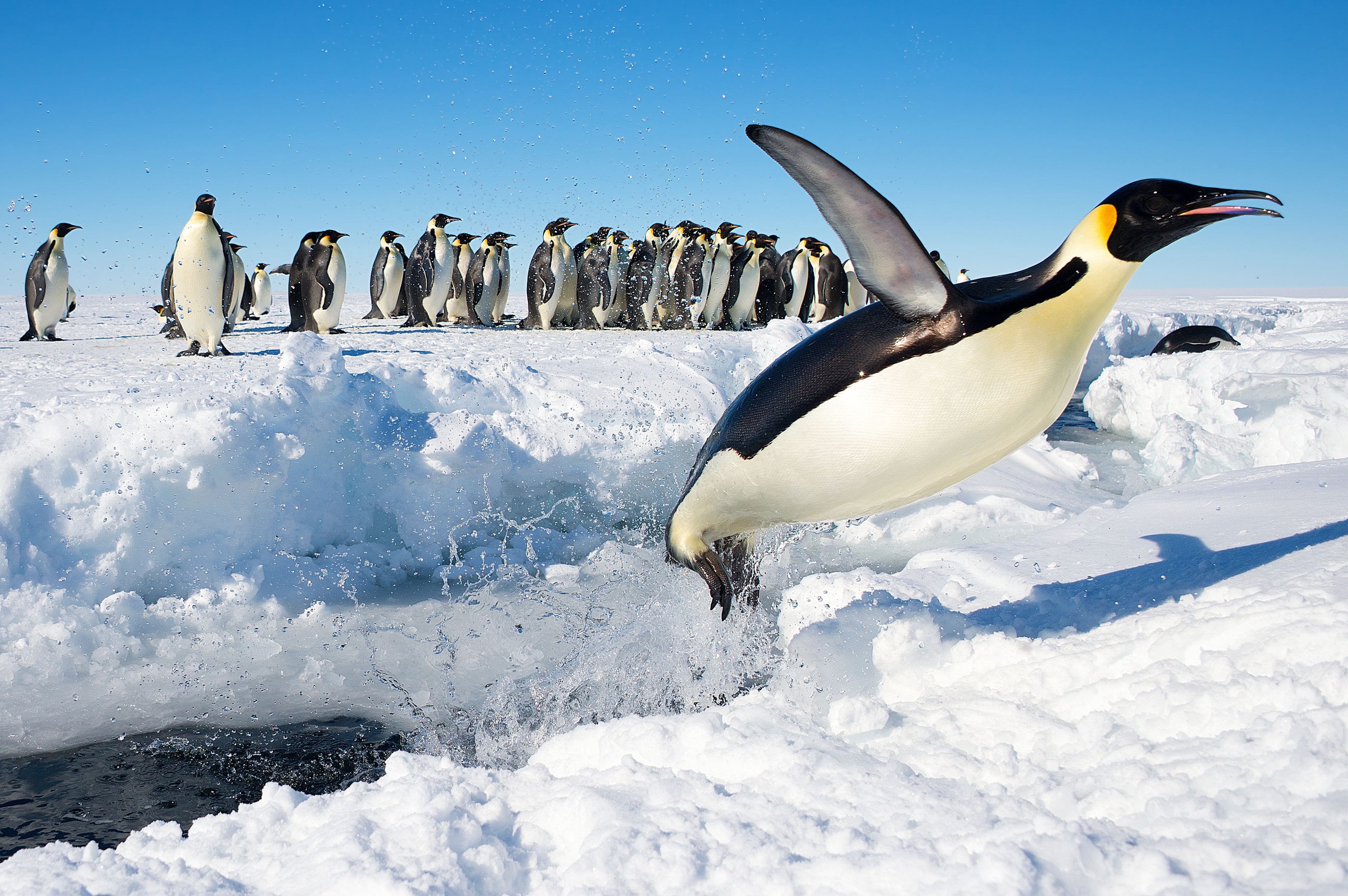
Un pinguino imperatore salta fuori dall'acqua.

Oltre al freddo, il pinguino Imperatore deve fronteggiare altre condizioni ancor più proibitive durante le sue immersioni in profondità. In effetti, esso viene sottoposto a pressioni 40 volte maggiori di quelle presenti in superficie, che provocherebbero alla maggior parte degli altri organismi terrestri un barotrauma. Le sue ossa sono particolarmente solide e questo limita il rischio di traumi fisici. Tuttavia, non è ancora stato spiegato in modo soddisfacente come la specie riesca ad evitare i danni da decompressione causati dall'azoto.
Quando si immerge, il pinguino imperatore utilizza significativamente una minore quantità di ossigeno. In effetti, la sua frequenza cardiaca si abbassa a 5 battiti al minuto e gli organi non vitali diminuiscono notevolmente la loro attività. La sua emoglobina e la sua mioglobina sono in grado di fissare e trasportare l'ossigeno anche quando la sua concentrazione nel sangue è molto bassa, permettendo al pinguino di rimanere cosciente anche con livelli estremamente bassi di ossigeno.
Grazie a questi adattamenti, il pinguino imperatore può trattenere il respiro per 20 minuti e immergersi a una profondità superiore ai 500 m. Il fisiologo americano Gerry Kooyman rivoluzionò gli studi riguardanti la ricerca di cibo dei pinguini quando pubblicò, nel 1971, i risultati ottenuti grazie all'installazione di microchip che registrarono dati nel corso delle immersioni dei pinguini imperatore. Scoprì infatti che la specie poteva raggiungere una profondità di 265 m, restando immersa anche per 18 minuti. Nel corso di ulteriori ricerche una femmina di piccole dimensioni raggiunse una profondità di 535 m nei pressi del canale McMurdo. È possibile che il pinguino imperatore possa immergersi ancor più in profondo, ma a grandi profondità la precisione degli strumenti di misura diminuisce. Altri studi sul comportamento di un uccello in immersione hanno rivelato immersioni regolari di 150 m in acque profonde 1000 m, intervallate da piccole immersioni di 50 m e da immersioni profonde più di 450 m, a profondità di 500 o 600 m. Questo suggerisce che la specie si nutra in prossimità del fondale oceanico.

## Biologia

### Relazioni intra- e interspecifiche

#### Richiamo

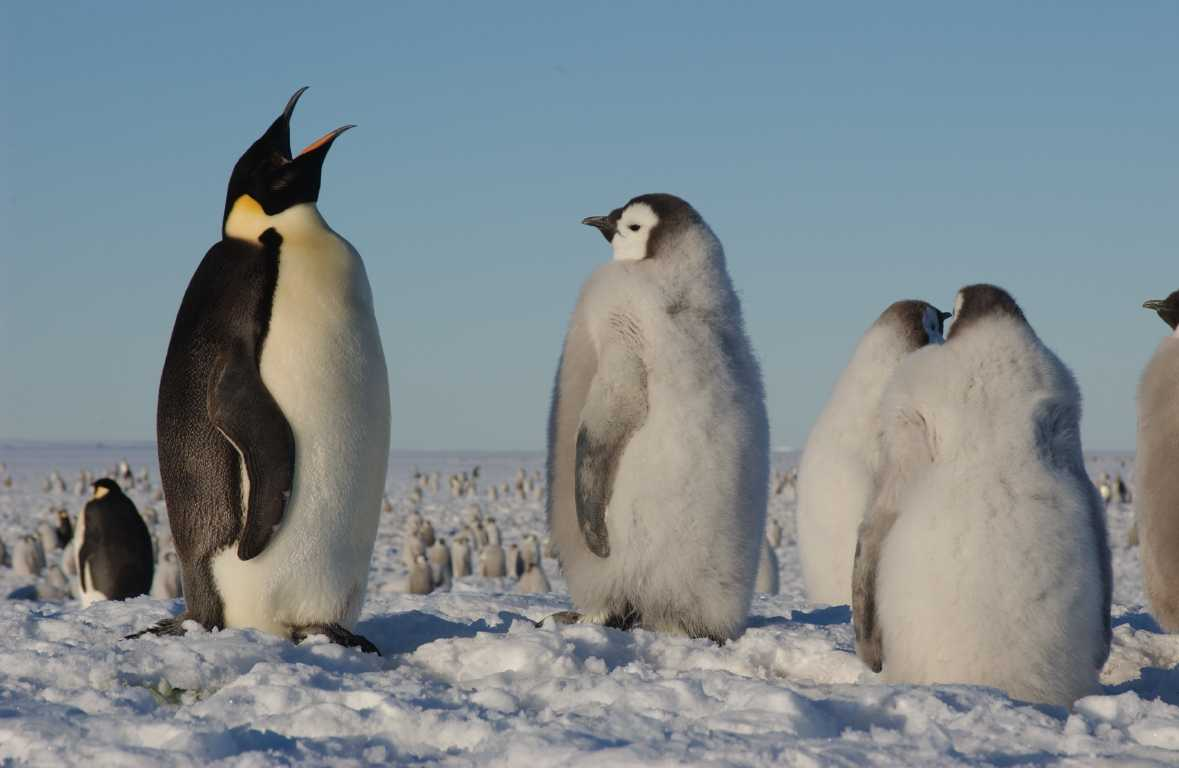
Pinguino imperatore chiama la sua compagna.

Il pinguino Imperatore non ha un nido fisso. Quindi per individuare il suo o la sua partner e il suo pulcino all'interno della colonia utilizza dei richiami sonori: in tal caso si dice che raglia o grida. Esso ha a sua disposizione un complesso registro di richiami necessari sia al riconoscimento tra i due partner che al riconoscimento tra gli adulti e i loro piccoli. È la specie di pinguino che dispone della più ampia gamma di richiami. Esso utilizza simultaneamente due bande di frequenze. I pulcini reclamano il cibo e chiamano i loro genitori con un fischio del quale possono modulare la frequenza.

#### Comportamento sociale

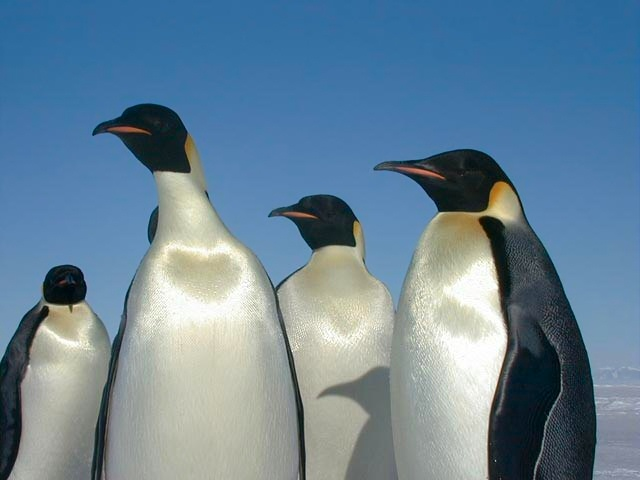
I pinguini imperatori sono animali molto sociali che si nutrono e nidificano in gruppi composti da numerosi individui.

I pinguini imperatore sono animali sociali che vivono in colonie. Cacciano insieme e possono coordinare le loro immersioni e risalite in superficie. Sono attivi sia di giorno che di notte. Un adulto trascorre gran parte dell'anno a spostarsi tra la zona di nidificazione e le aree oceaniche ricche di nutrimento. Gli animali si disperdono nell'oceano da gennaio a marzo.
Un comportamento specifico che il pinguino imperatore mette in atto per difendersi dal freddo è quello di raggrupparsi in assembramenti compatti detti «testuggini». Le osservazioni hanno mostrato l'esistenza di scambi di posizione, in media ogni 45 minuti, tra gli individui sferzati dalla tormenta alla periferia di queste testuggini e quelli all'interno, dove la temperatura può raggiungere i 37 °C. A prima vista si potrebbe pensare che i pinguini facciano così per evitare che gli stessi individui siano sempre esposti al freddo o, nel caso di quelli al centro, restino troppo al caldo. Tuttavia, gli ecologi del comportamento animale suggeriscono una spiegazione molto più «egocentrica». Infatti, poiché è molto difficile raggiungere il centro della testuggine a causa del raggruppamento troppo compatto degli individui, i pinguini posti in periferia, sferzati direttamente dalla tormenta, tendono ad aggirare e posizionarsi dietro al gruppo per proteggersi dal vento. Dopo un po', gli individui inizialmente posti al centro si troveranno esposti a loro volta alla tormenta e cambieranno di posizione e così via. Il comportamento della formazione a testuggine sarebbe dunque basato su delle strategie individuali egoistiche per l'accesso al calore.

#### Predatori e mortalità

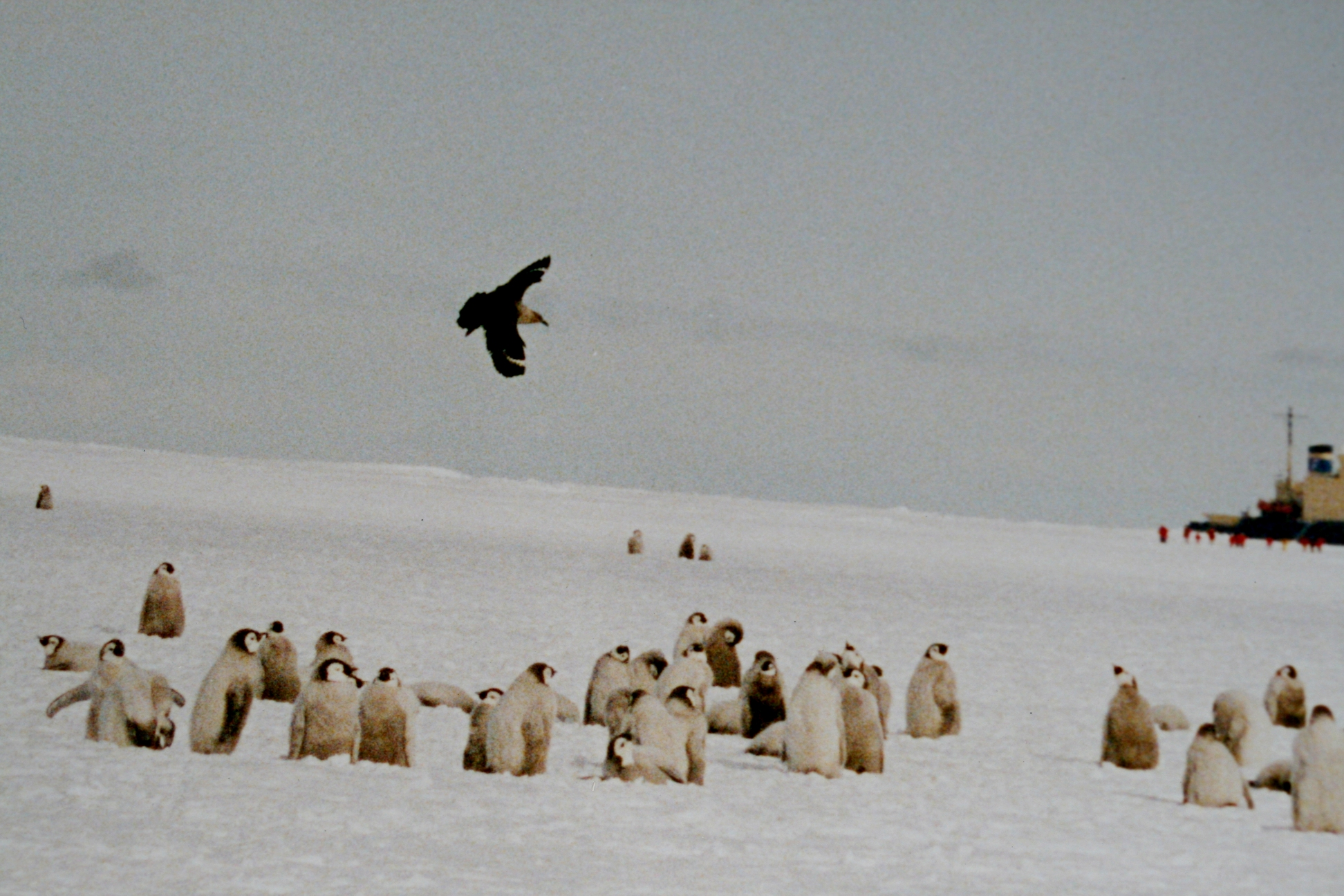
Stercorario sorvola dei giovani pinguini (mare di Ross, Antartide).

Il pinguino imperatore costituisce una preda ambita per vari uccelli e mammiferi marini. L'ossifraga (Macronectes giganteus) è il suo principale predatore terrestre, responsabile, da solo, del 34% delle morti dei giovani in alcune colonie. Lo stercorario di McCormick (Stercorarius maccormicki) si nutre principalmente di pulcini morti, poiché i giovani sono troppo grossi per essere minacciati nel periodo in cui questo arriva nella colonia.
Le principali minacce per il pinguino quando si trova in acqua provengono da due mammiferi: la foca leopardo (Hydrurga leptonyx), che attacca gli adulti e i giovani durante le loro prime immersioni e l'orca (Orcinus orca), che attacca gli adulti.
Una percentuale consistente della mortalità dei pulcini è imputabile alla scarsa cura durante la cova. Il genitore rimasto ad occuparsi dell'uovo può smarrirlo, talvolta nel corso di conflitti o di scontri o smettere di covarlo. Questo tipo di perdita raggiunge un massimo nel mese di maggio, subito dopo la deposizione e i pinguini che hanno ancora il loro uovo in giugno sono generalmente quelli più esperti. Da allora in poi, il pulcino è soggetto a condizioni climatiche molto dure, che portano talvolta alla sua morte, ma può anche soffrire di malnutrizione nel caso il genitore partito per alimentarsi tardi a tornare dal suo viaggio in mare.

### Locomozione

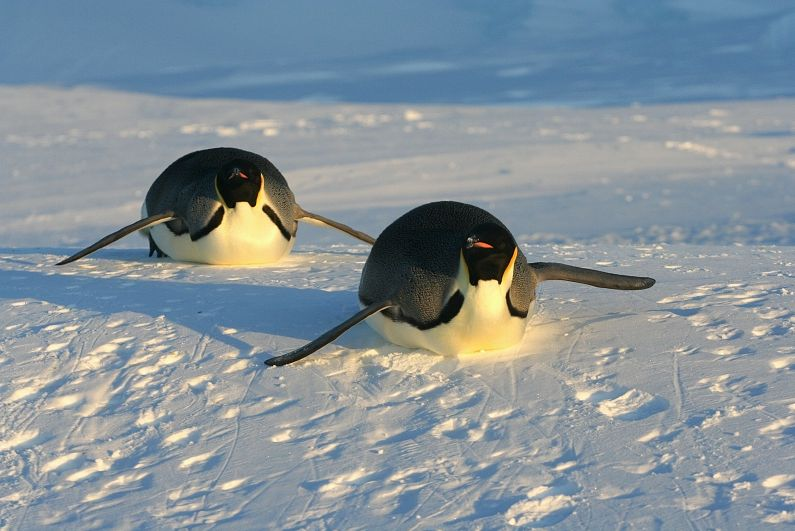
Pinguini imperatori che sgusciano.

La morfologia del pinguino, con le sue ali idrodinamiche che lo rendono inadatto al volo, è perfetta per il nuoto, infatti, il corpo rigido e il collo corto gli permettono di spingersi in acqua alla velocità di 10–15 km/h, con punte che possono raggiungere i 30 km/h. La densità del corpo è elevata, le ali fungono da pinne e le zampe da timone.
È in grado di camminare per lunghi tratti, ma anche di spostarsi sgusciando sul ventre. Maschi e femmine talvolta si spingono in cerca di cibo a più di 500 km di distanza dalla colonia per nutrire i pulcini, coprendo per ogni viaggio tra gli 80 e i 1500 km. Un maschio che ritorna verso il mare dopo aver covato si dirige direttamente verso le zone di acqua libera permanenti, note come polinie, a circa 100 km dalla colonia.

### Alimentazione
Il pinguino imperatore si nutre principalmente di pesci, crostacei e cefalopodi, ma esistono variazioni significative tra una popolazione e l'altra. I pesci costituiscono generalmente la principale fonte di nutrimento e l'aringa antartica (Pleuragramma antarctica) rappresenta gran parte della dieta dell'uccello. Anche i pesci della famiglia dei Nototheniidae, alcuni calamari come il calamaro glaciale (Psychroteuthis glacialis) e il krill antartico (Euphausia superba) vengono consumati frequentemente dal pinguino. Il pinguino imperatore caccia nelle acque dell'oceano Australe, nelle zone libere dai ghiacci o nelle interruzioni della banchisa. Una delle strategie che adotta consiste nell'immergersi a circa 50 m di profondità, in modo da poter reperire quei pesci che vivono appena al di sotto della banchisa come Pagothenia borchgrevinki, un pesce perciforme che si incontra frequentemente appena sotto lo strato di ghiaccio. Appena avvista la sua preda, risale rapidamente verso il ghiaccio per catturarla. Poi si tuffa di nuovo e ripete questa sequenza circa 6 volte prima di risalire in superficie per respirare. La composizione della sua dieta può variare significativamente nel corso dell'anno e da una colonia all'altra. Così, il pesce può costituire tra il 20 e il 96% della sua dieta, il krill tra l'1 e il 68% e i cefalopodi tra il 3 e il 65%. La resistenza al digiuno del pinguino imperatore è estrema: in quattro mesi, il suo peso può passare da 40 a 20 kg, non conservando più di 2 kg di grasso.

### Riproduzione

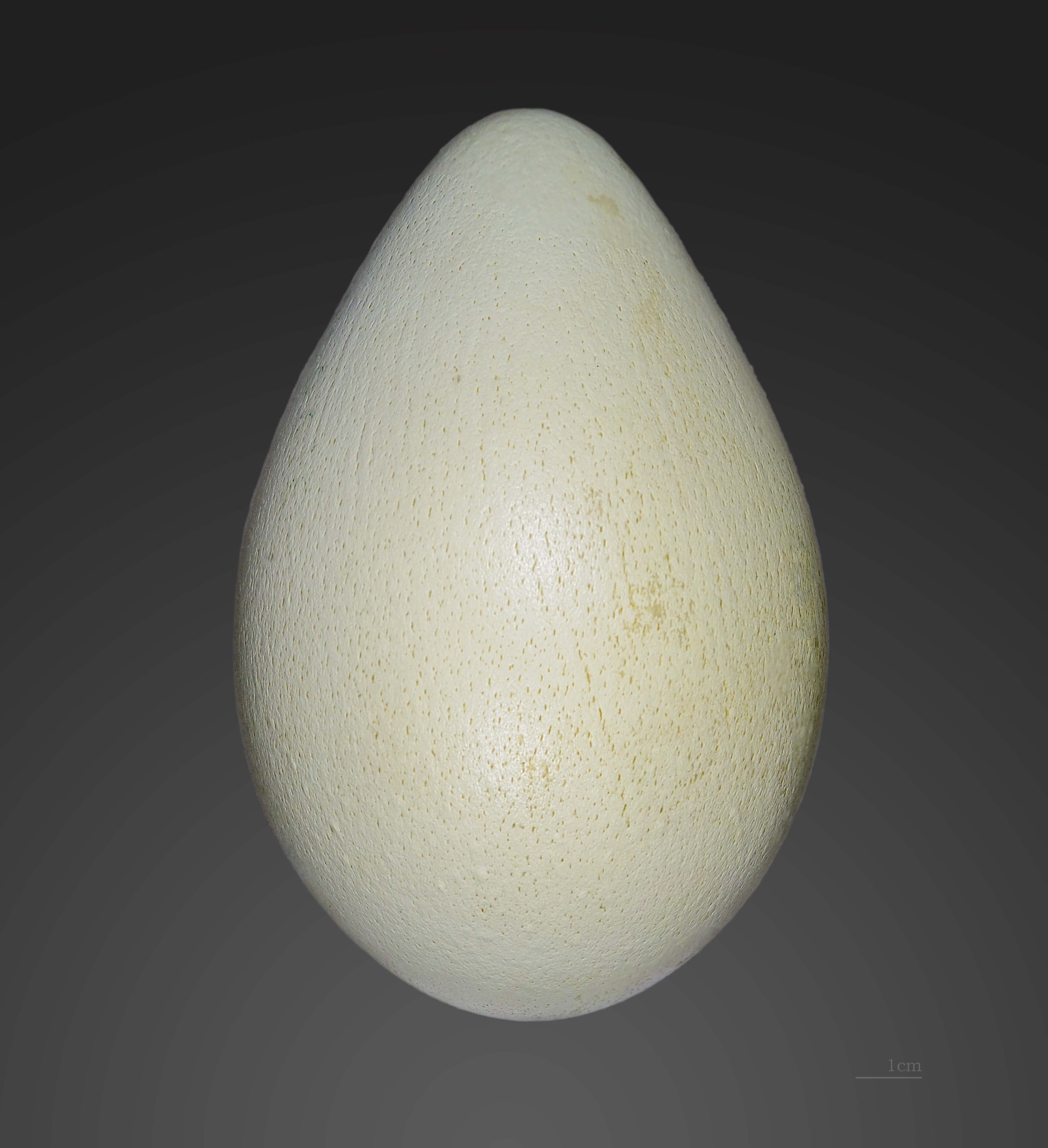
Un uovo di pinguino imperatore (13,5 × 9,5 cm) - Museo di storia naturale di Tolosa.

I pinguini imperatore presentano la particolarità di riprodursi in una delle regioni più inospitali del mondo, l'Antartide, durante l'inverno: le temperature possono scendere fino a -65 °C, con venti che soffiano a più di 200 km/h. Talvolta, quando un sito di nidificazione diviene troppo ventoso, una colonia di pinguini imperatori può spostarsi verso un luogo meno ostile.
Il pinguino imperatore raggiunge la maturità a tre anni di età, ma generalmente inizia a riprodursi solo da uno a tre anni dopo. Il ciclo di riproduzione annuale comincia all'inizio dell'inverno australe, in marzo e aprile, quando tutti i pinguini imperatori adulti si dirigono verso le aree di nidificazione delle colonie. Spesso devono camminare per 50–100 km dalla periferia della banchisa fin nell'entroterra. L'inizio del viaggio sembra essere indotto dalla diminuzione della lunghezza delle giornate. Così, controllando la luminosità e imitando delle giornate brevi, gli scienziati hanno indotto l'ingresso nel periodo riproduttivo nei pinguini imperatori in cattività.
I pinguini iniziano il loro corteggiamento in marzo o in aprile, quando la temperatura si aggira talvolta sui -40 °C. Il maschio esegue una parata estatica nel corso della quale rimane immobile per poi appoggiare la testa sul collo prima di inspirare ed emettere un richiamo di uno o due secondi di durata. Inizia quindi a spostarsi per la colonia ripetendo quel richiamo. Maschio e femmina si dispongono poi faccia a faccia, allungando uno dopo l'altra la testa e il collo, anche per diversi minuti di seguito. Una volta formate, le coppie si spostano dondolando nella colonia, con la femmina che generalmente segue il maschio. Prima dell'accoppiamento, uno dei due fa un inchino al partner, tenendo il becco a poca distanza dal suolo, prima che l'altro faccia altrettanto.
I pinguini imperatori sono monogami. Le coppie si formano per tutta la stagione riproduttiva. Tuttavia, solo il 15% delle coppie rimangono fedeli da un anno all'altro. Ciò è dovuto alla durata assai breve del periodo fertile della femmina: per lei è più importante riprodursi subito che aspettare di ritrovare il partner dell'anno precedente.
La femmina depone un uovo di 460-470 g in maggio o ai primi di giugno. Esso ha una vaga forma a pera, è di colore verde-biancastro pallido e misura circa 10–12 cm di lunghezza per 7–8 cm di diametro. Con un peso pari al 2,3% di quello della madre, è uno delle uova più piccole, relativamente al peso della femmina, fra tutte le specie di uccelli. Il guscio costituisce il 15,7% del peso dell'uovo; come nella maggior parte delle specie di uccelli, esso è relativamente spesso, così da ridurre al minimo il rischio di rotture.
Dal momento che il terreno è coperto di ghiaccio, il pinguino imperatore non costruisce un nido, ma trasporta l'uovo sulle zampe, altamente vascolarizzate e lo ricopre con una spessa piega di pelle (sotto la quale è stato stimato che la temperatura arrivi fino a 35 °C). Al momento della deposizione, la femmina ripiega la coda in avanti per accogliere l'uovo, poi lo deposita sulle zampe ed avanza a piccoli passi verso il maschio per presentarglielo. A questo punto le riserve di grasso della femmina sono divenute così scarse che deve passare con precauzione l'uovo al maschio prima di dirigersi verso l'oceano, dove resterà a nutrirsi per i prossimi 2 mesi. Il trasferimento dell'uovo può rivelarsi complicato e durante questa operazione molte coppie lo fanno cadere. Quando ciò accade, l'embrione va rapidamente perduto, in quanto l'uovo non può resistere alle temperature estremamente basse del terreno ghiacciato. Il maschio trascorre l'inverno a covare l'uovo sotto la sua piega di pelle, oscillando sulla punta delle zampe, durante i 64 giorni consecutivi, fino alla schiusa. Il pinguino imperatore è la sola specie di pinguino in cui la cova viene effettuata dal solo maschio. Al momento della schiusa dell'uovo, il maschio digiuna ormai da circa 115 giorni dopo il suo arrivo nella colonia. Per sopravvivere al freddo e ai venti che talvolta possono soffiare a 200 km/h, i maschi si raggruppano e si dispongono gli uni contro gli altri, come una sorta di testuggine, alternandosi per non restare sempre esposti ai bordi della formazione. Durante tutto il tempo del viaggio, del corteggiamento e della cova, il maschio perde dai 10 ai 15 kg, vale a dire dal 30 al 45% della sua massa iniziale, compresa tra i 35 e i 40 kg.
Essendo il guscio dell'uovo relativamente spesso, la schiusa può durare da due a tre giorni. I pulcini, semi-nidicoli, sono ricoperti solamente da un sottile strato di piumino e dipendono interamente dai genitori per il nutrimento e il mantenimento della temperatura. Se il piccolo esce dall'uovo prima che torni la madre, il padre lo nutre rigurgitando una secrezione composta per il 60% da proteine e per il 30% da lipidi, prodotta da una ghiandola dell'esofago e chiamata talvolta «latte di pinguino».

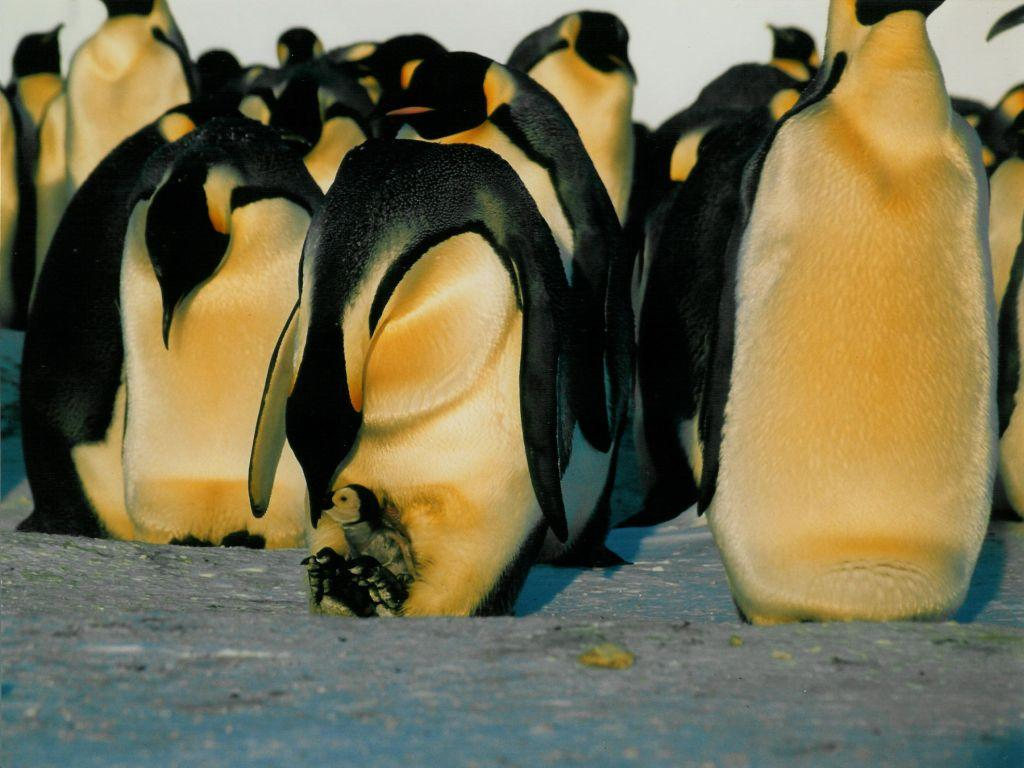
Un pinguino imperatore nutre il piccolo.

La femmina torna al momento della schiusa, anche 10 giorni dopo che essa ha avuto luogo, a metà luglio o ai primi di agosto. Ritrova il partner grazie al suo richiamo e va ad occuparsi del piccolo, nutrendolo rigurgitando il cibo che ha immagazzinato dentro allo stomaco. Il maschio parte quindi a sua volta verso l'oceano per alimentarsi e passeranno circa 24 giorni prima che torni. I genitori iniziano allora a spartirsi i ruoli, occupandosi di volta in volta del pulcino mentre l'altro partner va in cerca di nutrimento in mare. Sopraggiunta la primavera australe, circa 45-50 giorni dopo la schiusa, i giovani sono abbastanza cresciuti da essere in grado di regolare la loro temperatura, e vengono lasciati in degli «asili» che raggruppano i pulcini di differenti coppie. Per proteggersi dal freddo, imitano gli adulti formando una testuggine mentre i genitori sono in mare in cerca di nutrimento. I genitori a volte possono immergersi cento volte al giorno per riportare ogni una o due settimane da due a quattro chili di pesci e piccoli crostacei alla loro prole.
Nel mese di dicembre, durante l'estate australe, i pulcini sono cresciuti, hanno effettuato la muta e sono pronti a prendere il largo. Gli adulti abbandonano i giovani sulla banchisa, che finiscono per tuffarsi in acqua in gruppo. Il loro peso, a questo punto, è ormai il 45% di quello di un adulto e torneranno a loro volta per riprodursi, nello stesso luogo, una volta raggiunta l'età di cinque anni.
La speranza di vita del pinguino imperatore è stata valutata a 20 anni. Gli stessi ricercatori stimano che l'1% dei pulcini usciti dall'uovo possono raggiungere i 50 anni di età. Tuttavia, solo il 20% dei pulcini riescono a superare il primo anno di età. Quindi, la popolazione di pinguini è composta essenzialmente da adulti dai cinque anni in su.

## Distribuzione e habitat
Zone di nidificazione
     Zone di dispersione

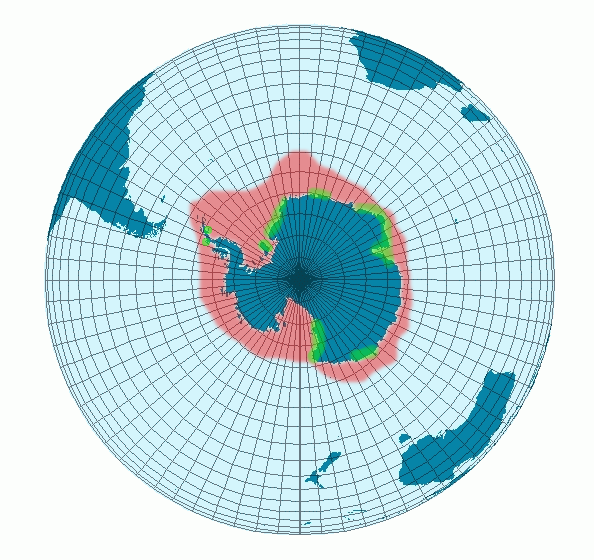
Areale del pinguino imperatore in Antartide.
Zone di nidificazione
Zone di dispersione

I pinguini imperatore vivono in Antartide, intorno al polo, a latitudini comprese tra 66 e 78 gradi sud. Si riproducono generalmente su un pack stabile non lontano dalle coste. Le colonie che si formano cercano quindi zone pianeggianti riparate dai venti da rocce o iceberg per installarsi. La popolazione globale di pinguini imperatore adulti viene valutata sui 595.000 esemplari secondo un censimento effettuato da una squadra di ricercatori americani grazie a delle immagini satellitari, a loro volta ripartiti in 44 colonie indipendenti. Circa 80.000 coppie possono essere rinvenute nel settore del mare di Ross. Le colonie più numerose sono situate a capo Washington (20.000-25.000 coppie), sull'isola di Coulman nella terra Victoria (circa 22.000 coppie), nella baia di Halley, nella terra di Coats (14.300-31.400 coppie) e nella baia di Atka, nella terra della Regina Maud (16.000 coppie). Sulla terraferma esistono altre due colonie: una su un ponte di terra delle isole Dion, nella penisola Antartica e l'altra su un promontorio del ghiacciaio Taylor nel Territorio Antartico Australiano. Esemplari isolati sono stati osservati anche sulle isole Falkland, sull'isola di Heard, in Georgia del Sud e in Nuova Zelanda.

## Tassonomia

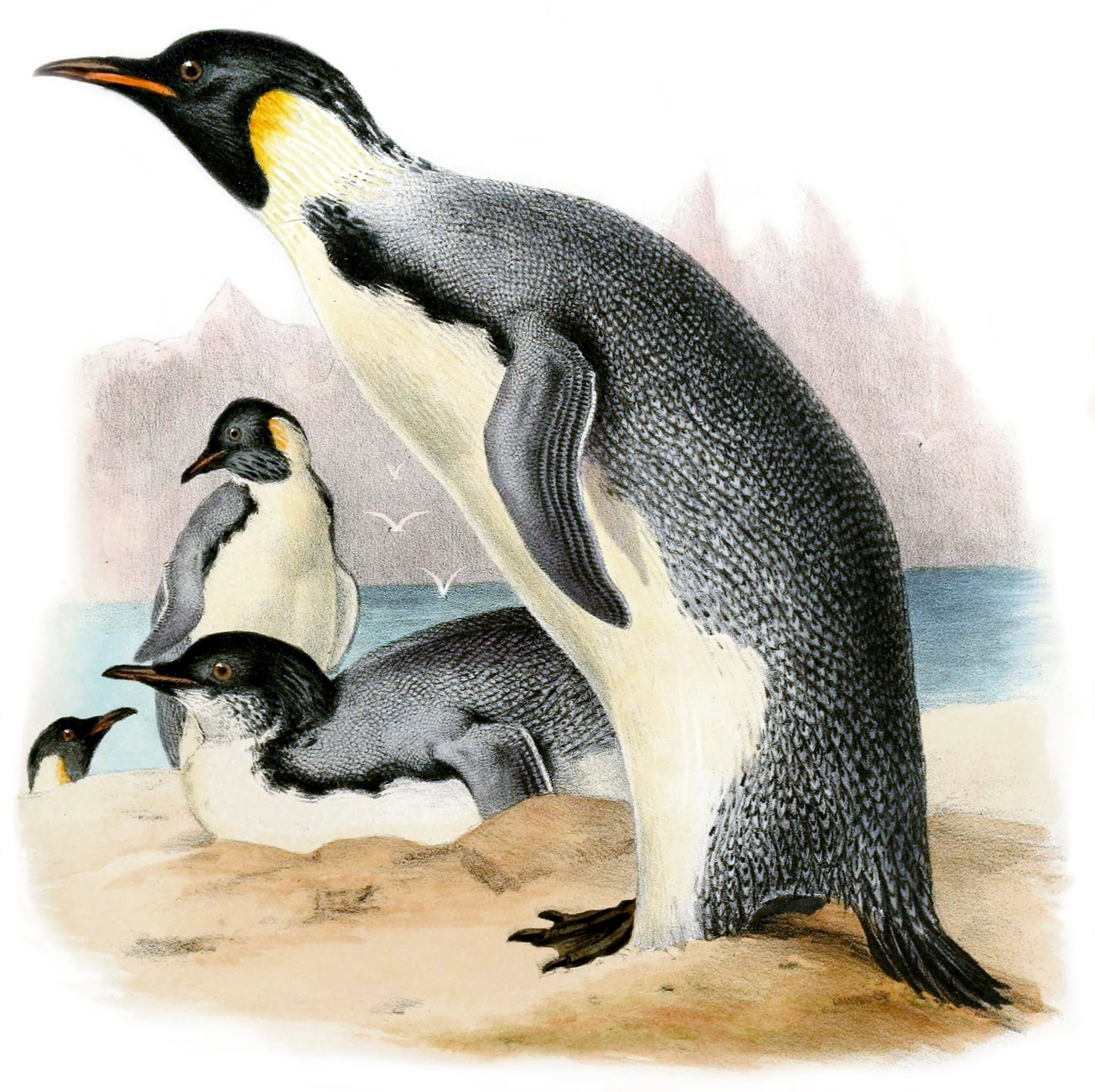
Pinguini imperatori in un disegno pubblicato da George Robert Gray nel 1844 all'interno dell'opera The zoology of the voyage of the H.M.S. Erebus & Terror, under the command of Captain Sir James Clark Ross, during the years 1839 to 1843.

Il pinguino imperatore venne descritto per la prima volta nel 1844 dallo zoologo inglese George Robert Gray, a partire da esemplari riportati dai membri della spedizione Erebus e Terror. Coniò il nome del genere a partire dal greco antico ἀ-πτηνο-δύτης [a-ptēno-dytēs], che significa «subacqueo senza ali» e il nome della specie in onore del naturalista tedesco Johann Reinhold Forster, che accompagnò James Cook nel corso del suo secondo viaggio nel Pacifico, durante il quale identificò altre cinque specie di pinguino. La prima colonia venne scoperta dal dottor Edward Adrian Wilson nel 1902, nel corso della spedizione Discovery. Il primo uovo venne scoperto su un pezzo di ghiaccio galleggiante dalla spedizione di James Clark Ross nel 1840, ma venne identificato come tale solamente nel 1905.
Con il pinguino reale (A. patagonicus), dalla colorazione simile ma più piccolo, il pinguino imperatore è una delle due specie esistenti del genere Aptenodytes. I fossili dimostrano l'esistenza di una terza specie, il pinguino di Ridgen (A. ridgeni), del quale sono stati rinvenuti in Nuova Zelanda dei fossili risalenti alla fine del Pliocene, circa tre milioni di anni fa. Alcuni studi condotti sul comportamento del pinguino e sulle sue caratteristiche genetiche sono giunti a concludere che il genere Aptenodytes sia alla base dell'albero filogenetico dei pinguini. I DNA mitocondriale e cellulare hanno permesso di stimare la comparsa di questo gruppo attorno ai 40 milioni di anni fa.

## Rapporti con l'uomo

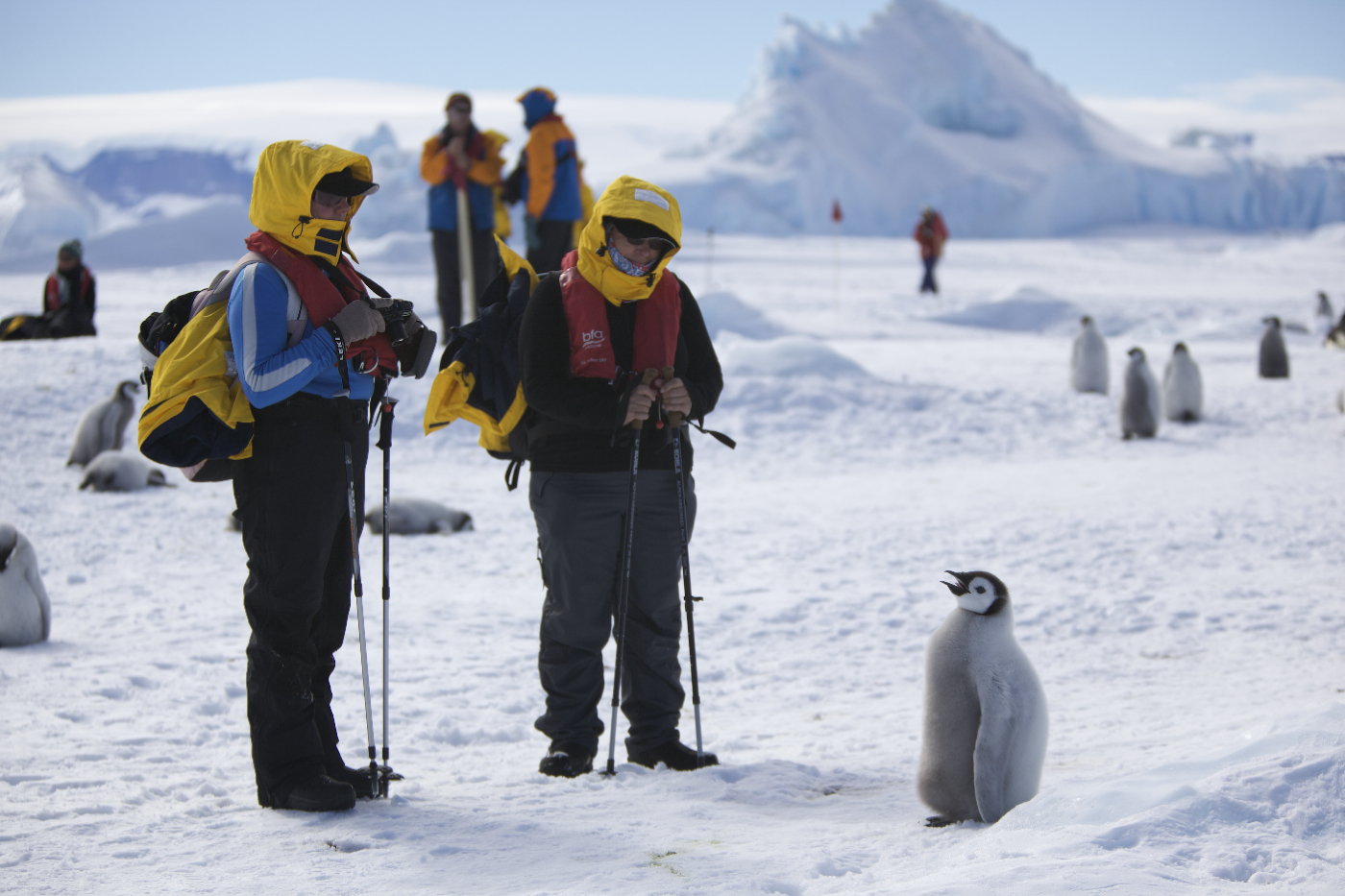
Turisti in contatto con un giovane pinguino imperatore sull'isola di Snow Hill in Antartide.

### Stato di conservazione
La specie viene considerata come prossima alla minaccia dalla IUCN. Tuttavia, assieme ad altre nove specie di pinguino, per essa, nel 2010, è stata presa in considerazione un'eventuale inclusione nell'Endangered Species Act americano. Ciò si spiega con la forte diminuzione delle risorse alimentari a causa degli effetti del riscaldamento globale e della pesca industriale sulle popolazioni di crostacei e pesci. Tra le altre cause che sono state prese in considerazione vi sono le malattie, la distruzione dell'habitat e la presenza umana che disturba le coppie in riproduzione. Sotto quest'ultimo punto particolarmente dannoso è risultato essere il turismo. Uno studio ha dimostrato che i pulcini di pinguino imperatore erano più timorosi dopo essere stati avvicinati da un elicottero a meno di 1000 m di distanza.
Un calo della popolazione di circa il 50% è stato osservato in Terra Adelie a causa di un aumento della mortalità degli adulti, in particolare dei maschi, nel corso di un periodo caldo prolungato alla fine degli anni '70 che portò alla riduzione dello strato della banchisa. Al contrario, il tasso di successo della schiusa delle uova diminuisce quando l'estensione della banchisa aumenta. Per questi motivi la specie è ritenuta molto sensibile ai rischi climatici.
Uno studio condotto dalla Woods Hole Oceanographic Institution nel gennaio 2009 prevede che il pinguino imperatore potrebbe rischiare di scomparire entro l'anno 2100 a causa dei cambiamenti climatici. Applicando dei modelli matematici per prevedere come la riduzione della banchisa andrà ad influire su un'importante colonia di pinguini imperatore della Terra Adelie, è stato previsto un declino dell'87% della popolazione della colonia da qui alla fine del secolo, che farà diminuire la popolazione da 3000 ad appena 400 coppie. Un tale declino potrebbe colpire l'intera popolazione di pinguini, di 200.000 coppie circa.
Un caso documentato è quella della colonia dell'Isola Imperatore, sulla quale la spedizione britannica del 1953 censi circa 150 coppie nidificanti, ma immagini aeree raccolte tra il 1998 e il 2005 riuscirono a identificare non più di una ventina di coppie. Una ulteriore ricognizione effettuata nel 2009 non individuò neanche un esemplare.
Nel 2009, grazie a delle immagini satellitari che mostravano ampie zone di ghiaccio ricoperte di escrementi, abbastanza grandi da essere visibili dallo spazio, gli scienziati hanno potuto scoprire dieci colonie di pinguino imperatore finora sconosciute. Nel novembre 2012, dei ricercatori francesi dell'Astrolabe hanno identificato due di queste colonie in prossimità del ghiacciaio Mertz, il cui avvenire era ritenuto incerto a causa della rottura del ghiacciaio stesso nel 2010. Queste due colonie comprendevano 6000 pulcini, vale a dire almeno 12.000 esemplari riproduttori.

### Il pinguino imperatore in cattività

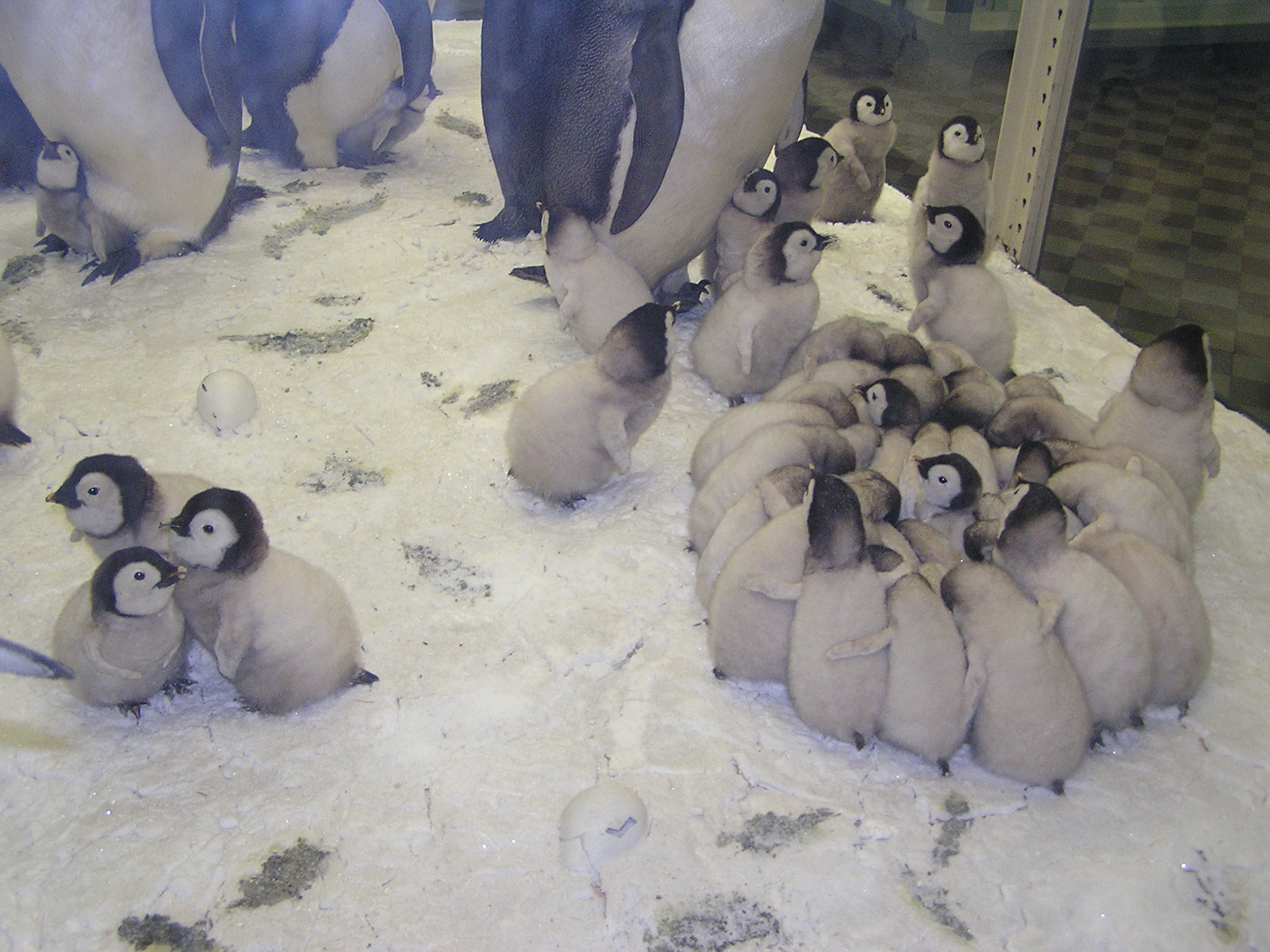
Pinguini imperatori naturalizzati.

La specie è stata raramente allevata in cattività. Si può citare l'esempio del SeaWorld San Diego, dove vengono allevati dei pinguini provenienti dall'Antartide; qui, dal 1980, sono nati più di 20 piccoli.

### Il pinguino imperatore nella cultura
Il ciclo vitale unico della specie in un ambiente così ostile è un tema molto spesso ripreso in letteratura o in televisione. L'esploratore dell'Antartide Apsley Cherry-Garrard disse una volta: «non conosco nessun altro animale sulla Terra che conduca una vita più difficile del pinguino imperatore». Il documentario «La marcia dei pinguini», ampiamente distribuito nei cinema di tutto il mondo, racconta la storia del ciclo di riproduzione del pinguino imperatore. Questo film ottenne una buona accoglienza da parte del pubblico e della critica: si aggiudicò l'Oscar come miglior documentario nel 2006 e ottenne quattro nomination ai César lo stesso anno (miglior film, musica, suono, montaggio). Questo argomento è stato ripreso anche due volte dalla BBC e dal presentatore David Attenborough, una prima volta nel quinto episodio della serie sull'Antartide Life in the Freezer e nuovamente nel 2006 nella serie Planet Earth.
I personaggi principali del film di animazione Happy Feet (2006) sono dei pinguini imperatore, tra i quali uno appassionato di danza. Pur trattandosi di un divertissement, questo film rappresenta il ciclo vitale dei pinguini e trasmette un messaggio ambientalista sui rischi del cambiamento climatico e della sovrapesca. Nel film di animazione Surf's Up - I re delle onde (2007), troviamo un pinguino imperatore surfista chiamato Zeke «Big-Z» Topanga.
L'album del 1998 Phantom Power del gruppo The Tragically Hip comprende una traccia chiamata Emperor Penguin.
Nei videogiochi della serie di Inazuma Eleven, ben sette mosse sono ispirate al Pinguino Imperatore.
Nel mondo dei Pokémon, nelle versioni Diamante, Perla e Platino, uno dei tre starter è un pinguino che alla sua ultima evoluzione rappresenta un pinguino imperatore adulto.

### Filatelia
Più di 30 paesi hanno rappresentato quest'uccello sui loro francobolli, anche più volte nel caso dell'Australia, del Regno Unito, del Cile e della Francia. Un francobollo appartenente ad una serie (Penguins III) da 6,6 £ è stato creato nel novembre 2008 per il Territorio Antartico Britannico.